# Flugunfall der Makani Kai Air 2013
Der Flugunfall der Makani Kai Air 2013 ereignete sich am 11. Dezember 2013. An diesem Tag musste eine Cessna 208B Grand Caravan der Makani Kai Air, mit der ein regionaler Linienflug von Kalaupapa nach Honolulu durchgeführt werden sollte, nach einem Triebwerksschaden im Meer notgelandet werden. Bei dem Zwischenfall kam eine Passagierin, die 65-jährige Direktorin des hawaiianischen Gesundheitsamtes und Bürgermeisterin des Kalawao County, Loretta Fuddy, ums Leben.

## Flugzeug
Bei der Maschine handelte es sich um eine 2002 gebaute Cessna 208B Grand Caravan mit der Werknummer 208B1002, die am 17. Dezember 2002 mit dem Luftfahrzeugkennzeichen N208EA an die Eastern Aviation ausgeliefert wurde. Am 20. Juli 2004 kaufte die Air Travel die Maschine von dieser ab und betrieb sie unter ihrem bisherigen Kennzeichen weiter. Am 8. April 2005 kaufte die Airdialog aus Concord, Massachusetts die Maschine und meldete sie am 24. Juni 2005 auf das Kennzeichen N501LA um. Die Cessna wurde daraufhin bei der Linear Air eingesetzt. Am 28. März 2008 kaufte die JA Aero aus Sugar Grove, Illinois die Maschine. Am 8. August 2008 wurde die Maschine durch die Leis Air aus Honolulu, Hawaii erworben und bei der Mokulele Airlines eingesetzt, ehe sie im Jahr 2009 an die Leis Air zurückgegeben wurde. Die Maschine kam schließlich bei der Makani Kai Air zum Einsatz und erhielt in diesem Zuge auch ihr letztes Luftfahrzeugkennzeichen N687MA. Das einmotorige Zubringerflugzeug war mit einem Turboproptriebwerk des Typs Pratt & Whitney Canada PT6A-114A ausgestattet. Bis zum Zeitpunkt des Unfalls hatte die Maschine eine Gesamtbetriebsleistung von 4.881 Betriebsstunden absolviert.

## Insassen
Den Flug von Kalaupapa nach Honolulu hatten acht Passagiere angetreten. Es befand sich ein einzelner, 60-jähriger Pilot an Bord, der auch über Musterberechtigungen für die Boeing 737 und die Boeing 777 sowie eine Gesamtflugerfahrung von 16.000 Flugstunden verfügte, von denen 250 Stunden auf Maschinen des Typs Cessna 208B entfielen.

## Unfallhergang
Die Maschine startete um 15:20 Uhr von der Startbahn 05 des Flughafens Kalaupapa. In einer Höhe von 400 Fuß über dem Boden leitete der Pilot eine Linkskurve ein, um den Abflug in Windrichtung durchzuführen. Als er in einer Flughöhe von 500 Fuß über dem Boden den Schubhebel bewegte, um den Schub zu verringern, hörte er einen lauten Knall, woraufhin die Triebwerksleistung verloren ging. Der Pilot setzte den Flug der Kurve in Richtung Küste fort und beobachtete dabei, dass alle Anzeigen für die Triebwerksleistung auf Null herabgefallen waren. Er erkannte, dass es nicht möglich sein würde, die Landebahn zu erreichen, erklärte Luftnotlage und setzte die Maschine kurz darauf, um 15:22 Uhr Ortszeit, in horizontaler Lage oder mit leicht nach oben ausgerichteter Flugzeugnase auf dem Meer auf. Bei dem Unfall wurden drei Insassen schwer und fünf leicht verletzt, eine Insassin kam ums Leben.

## Rettungsaktion
Nach der Notwasserung verließen alle Passagiere und der Pilot die Maschine durch die rechte Hintertür. Die Maschine trieb noch weitere 25 Minuten auf dem Wasser, bevor sie versank. Ein Passagier schwamm ans Ufer. Der Pilot und die verbliebenen sieben Passagiere wurden innerhalb von 80 Minuten nach der Notwasserung durch Hubschrauber des United States Coast Guard und der Feuerwehr von Maui geboren. Eine Passagierin, die 65-jährige Direktorin des hawaiianischen Gesundheitsamtes und Bürgermeisterin des Kalawao County, Loretta Fuddy, konnte nur noch tot von den Rettungskräften geborgen werden. Alle Überlebenden mussten medizinisch behandelt werden, drei von ihnen wurden schwer verletzt.
Die pathologische Untersuchung ergab eine akute Herzrhythmusstörung durch Hyperventilation als Todesursache. Die Passagierin habe ansonsten keine lebensbedrohlichen Verletzungen gehabt. Es wurde festgestellt, dass die verstorbene Passagierin eine nur für Kinder vorhergesehene und daher viel zu kleine Rettungsweste trug. Von den zwei Luftkammern sei nur eine aufgepumpt, die andere punktiert und ohne Luftdruck gewesen. Die Rettungsweste wurde nach der Notwasserung auf Bitte des Ehemannes der Passagierin durch den Piloten ausgehändigt, der diese jedoch nicht weiter überprüft hatte. Der Pilot gab an, dass er zu diesem Zeitpunkt stark an der Stirn blutete, da er während der Notwasserung mit der Stirn gegen die Instrumententafel geprallt sei. Der männliche Passagier, der als einziger an Land geschwommen war, stellte später fest, dass er ebenfalls unwissentlich eine Rettungsweste für Kinder verwendet hatte, und berichtete, dass diese sich zwar sehr eng und klein angefühlt habe, ansonsten jedoch einwandfrei funktioniert habe.
Die Ermittlungen ergaben, dass der Pilot keinerlei Pre-flight Safety Instruction Demonstration vor dem Start durchgeführt hatte. Stattdessen habe er lediglich lapidar und präsumtiv geäußert, dass die Passagiere die Sicherheitsprozeduren kennen würden.

## Ursache
Als Ursache für den Triebwerksausfall wurde das Versagen mehrerer Turbinenschaufeln festgestellt, dessen Ursache jedoch aufgrund von Schäden durch Hitzeeinwirkung nicht ermittelt werden konnte.